# 王可富
王可富（1927年—2019年6月8日），南京人，中華民國律師，中國國民黨黨員，世界和平中立黨主席，19歲到台灣。學歷美國金州大學哲學及法學博士，現任國際法律事務所創辦人、孫中山國際基金總會總主席。

## 生平
- 曾任孫治強與馬鶴凌的法律顧問。[4][5]
- 曾任洪秀柱後援會會長的律師。
- 2015年1月7日，到臺灣臺北地方法院檢察署按鈴告發連戰、馬英九、蕭萬長、蔣仲苓、吳伯雄、林澄枝、江丙坤、關中、林益世、章仁香、林豐正、詹春柏及林德瑞，共13名中國國民黨高層涉嫌背信及侵占黨產2000億元；王可富並請求檢方傳喚李登輝、劉泰英、朱立倫、陳其邁、賴振昌及黃怡騰等人作證。[6]
- 2015年1月9日，在政論節目《正晶限時批》表示「多次為了台灣老兵求見馬英九，但他連理都不理；反觀現在頂新卻可以見四次面」。[7][8][9][10]
- 2016年1月16日總統大選過後，同月18日，王可富陪同媒體人胡忠信到臺北地院按鈴告發馬英九、朱立倫及林德瑞詐欺國民黨黨產近2000億元，涉詐欺、背信罪。[11]另告發藝人黃安及韓國JYP娛樂公司涉強制罪，並聲援周子瑜國旗事件。[12]
- 2016年12月，王可富在法庭上指控洪秀柱當時揚言「打死不退」，最後被勸退（換柱爭議），支持者感到失望與受騙。[13][14]
- 2017年1月6日，到臺北地院按鈴告發尤美女提案通過婚姻平權法案初審，涉預備殺人。[15]
- 2017年7月25日，到臺北地院按鈴告發中華民國婦女聯合會早年利用國民黨執政優勢，由已故第一夫人蔣宋美齡主導，向各界收取沒有法源依據的勞軍捐。[16]
- 2019年6月8日，王可富因心臟衰竭，於台北市宏恩醫院過世[17]。